# Jan W. Morthenson
Jan Wilhelm Morthenson (* 7. April 1940 in Örnsköldsvik; † 22. Oktober 2024 in Stockholm) war ein schwedischer Komponist.

## Leben
Er studierte bei Runar Mangs und Ingvar Lidholm Komposition und an der Universität von Uppsala Ästhetik bei Heinz-Klaus Metzger. Metzger schärfte sein Interesse und seine kritische Auseinandersetzung mit avantgardistischen Ideen. Im schwedischen Musikleben war Morthenson sehr aktiv, er publizierte Artikel in Zeitschriften, Tageszeitungen und im Rundfunk. 1974–1975 war er Vorsitzender der schwedischen ISCM-Sektion. Er dozierte am San Francisco College of Music, an der Musikhochschule in Stockholm und bekleidete einige staatliche Ämter im Bereich der Musik.

## Werke
Morthenson schuf über 120 Werke für verschiedene Besetzungen, wobei gerade in seinen frühen Stücken die Klangfarbe wichtiger erscheint als der musikalische Ausdruck; später schrieb er sogenannte „Metamusik“, die sich kritisch mit Gattungen wie der Oper, Kirchenmusik oder der Militärmusik auseinandersetzte.

### Werke für Blasorchester
- 1963 Coloratura III für Kammerorchester
- 1977–1978 Attacca für Blasorchester und Tonband
- 1984 Energia I für Jugendblasorchester, Synthesizer, Percussion, Elektrische Bass-Gitarre und Kontrabass
- 1987 Paraphonia für Blasorchester